# Hedging
Hedgen of hedging (van het Engelse to hedge) betreft het (geheel of gedeeltelijk) afdekken van een financieel risico van een investering door middel van een andere investering. 
Er zijn verschillende redenen waarom men kan hedgen. Een bedrijf wil vaak marktrisico's afdekken (ten gevolge van bijvoorbeeld schommelingen in brandstofprijzen of valutaprijzen). Termijncontracten en opties zijn dan een gebruikelijke manier om dit te doen. Men kan verschillende soorten hedges onderscheiden:
- een afdekking van een kasstroom (kasstroomhedge). Hierbij wordt een toekomstige kasstroom afgedekt door afdekkingsinstrumenten zoals termijncontracten en opties. Een voorbeeld hiervan is een luchtvaartmaatschappij die zich in wil dekken tegen schommelingen in de prijs van kerosine door het kopen van termijncontracten in kerosine. Indien de kerosineprijs stijgt verliest de onderneming door de stijgende kosten van de brandstof voor vliegtuigen, maar verdient het aan de termijncontracten. Het risico is gehedged.
- een afdekking van een huidig actief of passief waardoor de waarde van bij toekomstige inning of betaling reeds vaststaat. Deze laatste afdekking speelt vooral op boekhoudkundig gebied.
- het afdekken van de risico's die men loopt met betrekking tot valutaschommelingen. Bezit of kasstromen in een andere valuta kunnen worden afgedekt met termijncontracten. Een Europese onderneming die veel zaken doet met de Verenigde Staten zal vaak een dollar-risico hebben, als men bedragen in dollars zal ontvangen is men kwetsbaar voor de wisselkoers tussen de euro en de dollar. Met een termijncontract kan dit risico gereduceerd worden.

Overigens is een "volmaakte" hedge zoals in het voorbeeld met de kerosine hierboven niet altijd haalbaar: soms worden er geen termijncontracten verhandeld in de precieze commodity die men eigenlijk wil hedgen, of zijn die contracten niet voldoende liquide om te kunnen gebruiken. Men kan dan het risico afdekken met termijncontracten op een soortgelijke commodity (bijvoorbeeld huisbrandolie in plaats van kerosine), maar hiermee kan men het risico niet volledig afdekken. Ook is het soms niet eens wenselijk: in sommige bedrijfstakken werkt men met een min of meer vaste winstmarge en schommelen de prijzen van de eindproducten mee met die van de grondstoffen. In dat geval is het onnodig om tegen de schommelingen van de grondstoffenprijzen te hedgen, en levert het enkel grote fluctuaties van de winst op (waarmee het doorgaans zelfs onwenselijk wordt om te hedgen).
Een speculant of arbitrageant kan om andere redenen hedgen: stel dat hij vindt dat een bepaald aandeel ondergewaardeerd is ten opzichte van andere, soortgelijke aandelen, dan kan hij dat aandeel kopen in de hoop op een prijsstijging. Er is echter het risico dat de markt als geheel daalt, waardoor de speculant verlies kan lijden, ook al was zijn beoordeling van de relatieve waarde van het aandeel juist. Om dat risico af te dekken, kan hij bijvoorbeeld short gaan op andere aandelen uit die sector, zodanig dat een beweging van de markt als geheel geen netto invloed heeft op zijn winst en alleen de relatieve beweging van het aandeel ten opzichte van andere aandelen van belang is. Dit is het soort hedging waaraan hedgefondsen hun naam ontlenen.